# Oxymycterus amazonicus
Oxymycterus amazonicus là một loài động vật có vú trong họ Cricetidae, bộ Gặm nhấm. Loài này được Hershkovitz miêu tả năm 1994.